# Как летать
«Как летать» — песня, написанная российской певицей МакSим. Композиция была издана как первый официальный сингл певицы с её четвёртого альбома «Другая реальность». Композиция была выпущена 25 февраля 2011 года как цифровой сингл. Релиз на радио готовился в феврале 2011, но прошёл 11 марта. МакSим представила песню во время проведения концерта «Big Love Show», 13 февраля 2011 года.

## Предыстория и релиз
Первые сообщения о песне появились 11 октября 2010 года. В ходе онлайн-конференции на сайте канала Муз-ТВ, МакSим сказала, что пишет новый материал для четвёртого альбома, и в процессе написания находится песня «Как летать». Она также отметила, что пытается «донести своё состояние» через композицию.
11 ноября на сайте «MapMusic.ru» появилось сообщение, что певица собирается выпустить «Как летать», как второй сингл с будущего альбома. Также сообщалось, что съёмки видеоклипа на песню не планируются и в начале декабря должны были состояться съёмки видео на композицию «Дождь». Однако, в начале февраля 2011 года состоялись съёмки клипа именно на эту песню. 24 декабря 2010 года, агентство «Intermedia» сообщило, что композиция будет издана на радио в феврале 2011 года.
11 февраля МакSим официально представила композицию широкой публике в рамках концерта «Big Love Show», устроенного радиостанцией «Love Radio». 17 февраля на официальном сайте стало доступно 30-и секундное превью композиции. 18 февраля композиция была эксклюзивно представлена на радиостанции «Love Radio», в рамках программы «Big Love 20». Также в этот день песня стала доступна для прослушивания на сайте певицы и на официальном канале МакSим на Youtube. 25 февраля состоялся цифровой релиз композиции. 28 февраля МакSим посетила радио и телеэфир издания «Комсомольская правда», где также представила композицию. Она также отметила, что пока не собирается выпускать новый альбом, а относительно песни сказала: "…"Как летать" пока не составляет части никакого альбома. Это просто песня из многих, которую мы решили отдать на радио. И как ни странно, её взяли". Общий релиз композиции на радио прошёл 11 марта, через систему «Tophit».

## Видеоклип

### Съёмки и релиз
29 января Павел Худяков, ставший режиссёром видео, сообщил через свой аккаунт в Twitter свои первые впечатления о съёмках: «Im happy with the footage from the first day of Maxim’s new video shooting! She is really number ONE female russian singer!!!» (русск. «Я счастлив как прошёл первый день съёмок нового видео МакSим! Она действительно певица номер один в России!!!»).
2 февраля, на сайте «Muz.ru» появилась более подробная информация о съёмках клипа. Сообщалось, что в основу сюжета легла ситуация из личной жизни певицы. Как говорилось на сайте, в соответствии с сюжетом клипа, «парень певицы всерьез обеспокоен популярностью своей второй половинки. Он постоянно ревнует её к поклонникам, коллегам, журналистам, а иногда его чувство недовольства выливается в громкие скандалы». Павел Худяков также рассказал об основной идее клипа:

Знаменитостям завидует практически каждый человек. Но весь тот шик, который видно с экрана телевизора — лишь одна сторона медали, а вторая в кадр не попадает. Мы же хотим, чтобы наши поклонники её увидели. В новом клипе Марина играет себя и рассказывает о своем семейном конфликте.— Павел Худяков
Также на сайте говорилось, что в съёмки клипа войдут такие атрибуты славы, как бриллианты, дорогие автомобили, красная дорожка и признания поклонников. Однако, в работе будет отражена и оборотная сторона, так как ролик покажет насколько «горькой и печальной может быть действительность». 6 февраля, в программе «Pro-обзор» на Муз-ТВ было показано эксклюзивное видео со съёмок клипа. 8 февраля стало известно, что в съёмках клипа приняла участие Виктория Боня. Ольга Родина, на сайте «Woman.ru» пишет, что Виктория играет в клипе саму себя, то есть телеведущую. Боня также написала в своём блоге: «Я приняла участие в съемках нового клипа певицы МакSим, чьей поклонницей я являюсь. В основу клипа на песню „Как летать“ легла жизнь певицы».
В журнале «7 дней» также вышел репортаж о съёмках клипа. В нём МакSим рассказала, что съёмки стали для неё, в некотором смысле, реабилитационными, после сложностей связанных с записью альбома «Одиночка» и скандальным выступлением на церемонии Муз-ТВ, 2010 года:

Я смогла по настоящему отвлечься, ведь минувший год выдался не самым простым в профессиональном плане. Были проблемы с записью нового альбома, а не успела я отойти от этого, как случилась неприятная история на одной громкой церемонии... В подобные моменты начинаешь думать: а зачем вообще напрягаться, кому всё это нужно? К счастью, съёмки клипа вдохнули в меня новые силы.— МакSим
В статье также говорилось, что оператором клипа стал Максим Осадчий, а роль молодого человека МакSим сыграл Евгений Жук. Съёмки также включили сцены в лимузине, на красной ковровой дорожке и ссору певицы и её возлюбленного, которая после перерастает в драку. 16 февраля МакSим рассказала журналу «Billboard», что осталась довольна результатами съёмок. Она также добавила, что сценарий менялся по ходу работы и в итоге в клипе будет отражено «много эмоций», хотя он не является автобиографичным, как утверждалось ранее. Стилистом МакSим в клипе стала Ольга Медовая. За макияж и причёску отвечали, соответственно, Александра Лукаш и Елена Фролова.
Видеоклип вышел 19 апреля на канале «Ello» на сайте YouTube.

### Сюжет
Клип начинается со сцены, где Виктория Боня берёт у МакSим интервью, в телевизионной передаче. Сначала Боня спрашивает певицу о том, что происходит в её творчестве, а далее переходит на тему личной жизни, задав вопрос: «Всё-таки, мне кажется, всем интересно, что происходит в личной жизни у МакSим?». После этого начинает звучать песня и показываются кадры, где певица и её молодой человек (Евгений Жук) идут по супермаркету. В это время к ним подбегает толпа папарацци и начинает фотографировать пару. Молодой человек певицы выходит из себя и пытается атаковать папарацци и бросает в них пакет с молоком.
После начинает звучать первый куплет песни и показана сцена в квартире, где МакSим сидит на кровати, а герой Евгения показан на заднем плане. При этом опять показываются папарацци, фотографирующие певицу и сцены из супермаркета. В середине первого куплета между МакSим и парнем завязывается ссора. Во время припева ссора продолжается и герои начинают разбивать вещи, находящиеся в квартире. После МакSим уходит в другую комнату, где закрывается за стеклянной дверью.
Когда звучит второй куплет, показываются певица и её парень, которые сидят спиной друг другу, разделённые стеклянной стеной. Далее завязывется новая ссора и герой Жука вырывает у МакSим телефон. Во время звучания бриджа, пара показана в лимузине. Они прибывают на светское мероприятие, где певицу опять окружают папарацци и журналисты, при этом оттесняя её парня в сторону. МакSим смотрит на него через толпу, но он уходит. Далее певица показана в гримёрке поздно ночью. Она звонит своему молодому человеку, а он показан в постели. Отвечая на звонок герой Евгения говорит что-то МакSим, при этом показано, что он в постели с другой женщиной. Далее МакSим роняет телефон и видео возвращается к начальному интервью с Викторией Боней, где МакSим отвечает на заданный вопрос: «Я всё-таки считаю, что личная жизнь популярного человека должна оставаться за кадром… но, могу сказать, что у меня всё очень хорошо и нашим отношениям можно только позавидовать».

### Обзоры
Наталья Маргиева из «Комсомольской правды» написала, что клип получился «незамысловатым и мелодраматическим». По поводу сюжета она добавила: «Макsим в клипе играет некую известную особу, за который волочится шлейф папарацци. Её бойфренду такая публичность не по душе». Отрицательную оценку клип получил на сайте «Afisha.ru». «Песня неплохая, чего не скажешь о видео: при всем драматизме клип получился бессмысленный и безликий», — пишет Григорий Пророков. С другой стороны автор отметил и неплохие моменты в клипе: «Ну скажем — какой крутой пакет молока в начале! Или как здорово рамка с пластинкой разбивается от взмаха руки. Или вот этот топик из первой половины, как будто ножницами порезанный». На сайте «Postironic.org» отметили, что «эксперты считают, что сюжет видео является автобиографичным, хотя сама певица это отрицает». В основе сюжета клипа история о паре, в которой «девушка является знаменитостью, она привыкла к тому, что за ней пристально следят папарацци и многочисленные поклонники. Что касается парня, то он — обычный молодой человек». При этом в издании отметили, что МакSим недавно развелась с мужем, что и могло стать основой для сюжета видео.
По сообщениям официального сайта МакSим, за первые сутки после премьеры клипа, количество его просмотров на YouTube составило почти 100 тысяч раз. В итоге, за первый день видео стало лидером по оценкам и просмотрам в категориях: «Лидеры обсуждений» (музыка), «Лучшие оценки» (Музыка), «Лидеры просмотров» (Музыка) и «Топ избранного» (Музыка). Также клип занял второе место в категории «Лидеры просмотров» (Общий по всем категориям), пятое в категории «Топ избранного» (Общий по всем категориям) и 51-е место в «Топ избранного» (музыка) во всем мире. Также было сказано, что 23 апреля прошёл релиз видео для музыкальных каналов.
По состоянию на декабрь 2016 года, видео на официальном канале певицы на YouTube набрало более 3,4 млн просмотров.

## Исполнение
Песня была впервые исполнена 13 февраля 2011 года, на «Big Love Show 2011», в СК «Олимпийский» (Москва). МакSим выступала как хэдлайнер концерта. Исполнение включило хореографическую постановку, где было задействовано 12 танцоров. Песня была исполнена совместно с композициями «Дождь» и «Не отдам».

## Список композиций
- Цифровой сингл[20][21]

| №  | Название                                          | Автор(ы)         | Длительность |
| -- | ------------------------------------------------- | ---------------- | ------------ |
| 1. | «Как летать»                                      | Марина Максимова | 3:13         |
| 2. | «Как летать» (DJ Shevtsov & Alex Menco Radio Mix) | Марина Максимова | 3:01         |

- Радиосингл[22]

| №  | Название                                          | Автор(ы)         | Длительность |
| -- | ------------------------------------------------- | ---------------- | ------------ |
| 1. | «Как летать»                                      | Марина Максимова | 3:11         |
| 2. | «Как летать» (DJ Shevtsov & Alex Menco Radio Mix) | Марина Максимова | 3:01         |

## Коммерческий успех сингла
Песня дебютировала в сотне лучших песен общего радиочарта стран СНГ на 40-й позиции и достигла 16 места. Композиция провела рекордные для певицы 38 недель в сотне лучших. В чарте по заявкам песня дебютировала на 79 позиции, 20 марта 2011 года и достигла 7 места. В радиочарте Санкт-Петербурга сингл поднялся до 23 места, а в чарте Украины добрался до 30 позиции.
В российском чарте цифровых треков песня дебютировала на 7 месте. В следующие две недели сингл поднялся в чарте до 5 позиции. По итогам 2011 года сингл занял 20 место.
На национальном музыкальном портале «Красная звезда» сингл занял 1 место по итогам июня 2011 года в Народном чарте и Чарте продаж.

| Страна/территория (Чарт)           | Высшая позиция |
| ---------------------------------- | -------------- |
| Tophit Общий Топ-100               | 16             |
| Tophit Топ-100 по заявкам          | 7              |
| Tophit Российский Топ-100          | 13             |
| Tophit Московский Топ-100          | 19             |
| Tophit Санкт-Петербургский Топ-100 | 23             |
| Tophit Украинский Топ-100          | 30             |
| Tophit Киевский Топ-100            | 41             |
| 2М Топ 10. Цифровые треки          | 5              |
| Красная звезда. Радиочарт          | 5              |
| Красная звезда. Видеочарт          | 2              |
| Красная звезда. Народный чарт      | 1              |
| Золотой граммофон                  | 1              |

| Страна/территория (Чарт)           | Высшая позиция |
| ---------------------------------- | -------------- |
| Tophit Общий Топ-100               | 17             |
| Tophit Топ-100 по заявкам          | 19             |
| Tophit Российский Топ-100          | 18             |
| Tophit Московский Топ-100          | 20             |
| Tophit Санкт-Петербургский Топ-100 | 29             |
| Tophit Украинский Топ-100          | 36             |
| Tophit Киевский Топ-100            | 51             |
| Красная звезда. Радиочарт          | 4              |
| Красная звезда. Видеочарт          | 2              |
| Красная звезда. Чарт продаж        | 1              |
| Красная звезда. Народный чарт      | 1              |
| Красная звезда. Экспертный чарт    | 9              |
| Красная звезда. Сводный чарт       | 2              |

| Страна/территория (Чарт)        | Высшая позиция |
| ------------------------------- | -------------- |
| Красная звезда. Радиочарт       | 5              |
| Красная звезда. Видеочарт       | 6              |
| Красная звезда. Чарт продаж     | 1              |
| Красная звезда. Народный чарт   | 2              |
| Красная звезда. Экспертный чарт | 26             |
| Красная звезда. Сводный чарт    | 3              |

| Страна/территория (Чарт)           | Высшая позиция |
| ---------------------------------- | -------------- |
| Tophit Общий Топ-200               | 37             |
| Tophit Общий Топ-200 (рус.)        | 14             |
| Tophit Топ-200 по заявкам          | 38             |
| Tophit Российский Топ-200          | 51             |
| Tophit Московский Топ-200          | 43             |
| Tophit Санкт-Петербургский Топ-200 | 67             |
| Tophit Украинский Топ-200          | 77             |
| Tophit Киевский Топ-200            | 82             |
| Латвийский Топ-500                 | 495            |
| 2М Топ 10. Цифровые треки          | 20             |

## Награды
- 2011 год — диплом «20 лучших песен 2011».